# Євреїнов Микола Миколайович (профспілковий діяч)
Микола Миколайович Євреїнов (нар. 1892, місто Казань, тепер Татарстан, Російська Федерація — розстріляний 26 лютого 1939, місто Москва, Російська Федерація) — радянський профспілковий діяч, секретар ВЦРПС, член ЦВК СРСР. Член Центральної контрольної комісії ВКП(б) у 1927—1934 роках.

## Біографія
Народився в родині службовця.
З 1911 року навчався в Петербурзькому політехнічному інституті, навчання не закінчив.
Член РСДРП(б) з 1912 року.
У лютому 1913 року заарештований за революційну діяльність, неззабаром звільнений з ув'язнення.
З 1916 року — секретар редакції журналу «Вопросы страхования» в Петрограді.
З 1917 року — секретар Кінешемського районного комітету РСДРП(б) Костромської губернії, член Кінешемської ради. З липня 1917 року — інструктор-організатор Кінешемського району Іваново-Вознесенської обласної Спілки текстильників.
До грудня 1917 року — голова Кінешемської ради Костромської губернії.
У січні — квітні 1918 року — комісар праці, комісар фінансів Кінешемської ради Костромської губернії.
З квітня 1918 по 1920 рік — член колегії відділу фінансів Московської губернської ради; член Президії Московської губернської Ради народного господарства.
У 1920 — червні 1923 року — голова Іваново-Вознесенської губернської ради профспілок; голова Іваново-Вознесенської губернської Ради народного господарства; заступник голови виконавчого комітету Іваново-Вознесенського губернської ради; голова Іваново-Вознесенської губернської ради профспілок.
У червні 1923 — 1926 року — голова Тульської губернської ради профспілок.
У 1924—1926 роках — кандидат у члени Президії ВЦРПС. З 18 грудня 1926 по 15 травня 1937 року — член Президії ВЦРПС.
До 1929 року — завідувач відділу культури ВЦРПС.
1 червня 1929 — 15 травня 1937 року — секретар Всесоюзної центральної ради професійних спілок (ВЦРПС).
Одночасно працював головним редактором профспілкової газети «Труд». У 1930—1931 роках — голова ЦК Профспілки текстильників. З лютого 1931 року — голова Організаційного бюро Профспілки робітників бавовняно-паперової промисловості. У 1931—1934 роках — голова ЦК Профспілки робітників бавовняно-паперової промисловості.
У жовтні 1937 — вересні 1938 року — начальник Орловського обласного управління харчової промисловості.
11 вересня 1938 року заарештований органами НКВС. Засуджений Воєнною колегією Верховного суду СРСР 26 лютого 1939 року до страти, розстріляний того ж дня. Похований на Донському цвинтарі Москви.
2 червня 1956 року посмертно реабілітований.